# Radelca
Radelca este o localitate din comuna Radlje ob Dravi, Slovenia, cu o populație de 99 de locuitori.